# Eurynomé fille de Nisos
Pour les articles homonymes, voir Eurynomé et Eurymédé.
Dans la mythologie grecque, Eurynomé, (en grec ancien Εὐρυνόμη / Eurunómê) ou Eurymédé est la fille de Nisos (roi de Mégare).
Épouse de Glaucos (roi de Corinthe), elle est la mère de Bellérophon (qu'elle aurait eu de Poséidon selon certains auteurs) et de Déliadès[réf. nécessaire].